# Манастир Куртеа де Арђеш
Манастир Куртеа де Арђеш је православни манастир у Румунији, у истоименом граду.

Град Куртеа де Арђеш има изузетан културни и историјски значај. Овдје је била прва пријестоница румунске земље и сједиште прве митрополије у 14. вијеку.
У манастиру је саборна црква, један од најпознатијих архитектонских споменика Румуније и на списку је историјских споменика Румуније. Током владавине првог румунског краља, Карола Првог, манастир је претворен у некрополу краљевске породице.
До 1857. године манастирска здања су била задржала првобитни изглед. У два пожара, која су избили 1866. и 1867. године, изгорјели су зграда семинарије, конаци, параклис и улазна кула. Обнова цркве је повјерена француском архитекти André Lecomte du Noüy чија се контроверзна техника састојала у рушењу цркве и њеној обнови од темеља. Тиме су потпуно уништене оригиналне фреске и замијењене „новим, хладним и неприкладним споменику“.
Након завршетка обнове цркве, 1886. године, почела је изградња административног здања на источној страни комплекса.
У манастиру Куртеа де Арђеш се налазе и мошти Свете мученице Филофтеје.
2009. године почела је изградња катедрале у коју ће бити сахрањене мошти трећег краља Румуније.

## Историја
Према легенди, манастир светог Николе градио је мајстор Маноле на остацима старе митрополије између 1512. и 1517. године, у вријеме светога владара Његоја Бесарабa и његове супруге Српкиње Деспине. Свети Његоје Бесараб је освештао цркву, а оригинални фрескопис завршио је Његоев зет војвода Раду V Афумати (Jован Радул) који га је наслиједио на пријестолу. Фреске је осликао зограф Добромир. Очувани дијелови ових, првобитних, фресака чувају се у Националном умјетничком музеју у Букурешту.
Цркава је обнављана неколико пута, јер су је спалили Турци и опљачкали Мађари. Посљедња обнова била је у вријеме владавине првог румунског краља Михаја Првог, по пројекту француског архитекта André Lecomte du Noüy и тада је умањена историјска вриједност споменика.
Црква је зидана у византијском стилу у облику грчкога уписанога крста са проширеним пронаосом са 12 монолитних стубова, који символизују 12 светих апостола.
Гробови владара Његоја Бесараба и супруге му Деспине Милице налазе се испод подних камених плоча уз јужни зид припрате (пронаоса). Деспина је била потомак српскога кнеза Лазара.
Гробови краља Карола Првог и његове супруге Елизабете су такође у јужном дијелу припрате. Изнад гробова првог краља и краљице фрескописани су свети господар Његое и господарке Милице, са шесторо дјеце. Тиме је освједочена снажна родбинска и историјска веза румунског и српског народа. Црква свједочи да је снажна веза настављена током времена, јер је на сјеверној страни припрате сахрањен други краљевски пар - Фердинанд Први и Марија - родитељи српске краљице Марије Карађорђевић.
Трећи краљ, Карол Други, брат српске краљице Марије, сахрањен је у капели која је у парку са десне стране.
Унутрашњост цркве потиче из 1886. године. Цио животопис је рађен на златној подлози. Полијелеји и сав мобилијар су израђени у позлаћеној бронзи. Иконостас је у позлаћеној бронзи, стубови на иконостасу су од оникса, иконе у венецијанском мозаику мурано, а под је од мермера из Караре.
Ова црква је јединствена прије свега у својој архитектури. На спољним зидовима је резбарија стара 500 година, а једна особеност су и два усукана (тордирана) торња.
У овом тренутку храм има статус саборне цркве. Иза ове цркве налази се манастирски параклис у којем је кивот са моштима свете мученице Филофтеје. Његоје Бесараб, госпођа Деспина и Филофтеја су заштитници Куртеа де Арђеш већ 500 година.

## Легенда
За ову цркву везује се легенда која спаја наша два народа – легенда о мајстору Манолу. Легенда каже да оно што се дању зидало ноћу се урушавало. Једног дана анђео се јавио мајстору Манолу и саопштио да неће моћи да подигне цркву док у њу не узида супругу једног мајстора. Мајстор Маноле је испричао својим сарадницима виђење и сви се сложе да жену која наредног дана донесе ручак узидају у грађевину. Дошла је жена главног мајстора Манолеа, јер су остали мајстори погазили ријеч и обавијестили своје жене да се изговоре и нипошто не дођу. Мајстор Маноле је испошовао своје обећање. Док су је живу узиђивали варао ју је да је то само шала. Зидови се више нису урушавали и црква је довршена.

Послије завршетка грађевине, војвода Његое, видјевши колико је лијепа црква, питао је мајсторе који су били на крову да ли могу да подигну свјетлију и љепшу цркву од ове. Одговорили су му да могу и љепшу и свјетлију. Владар се разљутио и наредио да се уклоне све скеле око цркве. Мајстор Маноле и други са њим остали су на крову. Пошто је било јако високо за силазак или скок, направили су крила од шиндре и покушали да слете. Сви су пали и погинули. Тамо гдје је мајстор Маноле пао настао је извор - кладенац.
Ова легенда изражава идеју жртве за творевину. Тако, ништа значајно не можа да настане без жртве, било да је творевина материјална или духовна. Идеја жртве је својствена српском и румунском народу.